# 胡绍峄
胡绍峄（1709年—1798年），字定邹，号鲁山，福建省连江县敖江镇儒洋村人。清朝官員。

## 生平
胡绍峄生于清康熙四十八年（1709年）。青年入学后，屡试乡闱不第，仍耐守寒窗。乾隆三十五年（1770年）始中举人，翌年春考中进士，《连江县志》誤载其为殿试第一甲第三名（探花），为连江历史上惟一的探花郎。但据《明清进士题名碑录索引》记载，乾隆三十六年辛卯恩科殿试第一甲第三名为浙江上虞人范衷，胡绍峄为殿试第三甲第四十三名。中进士时胡绍峄已是年过花甲的白头翁了，琼林宴后他曾赋诗：“宴罢琼林景物奢，红绫饼不碍残牙。座中多少人如玉，争向樽前笑插花。”曾任职泉州府学教授（品秩正七品）。嘉庆三年（1798年）病终，享年89岁，葬于儒洋山丘上。